# Lesjöfors
Lesjöfors è un'area urbana della Svezia situata nel comune di Filipstad, contea di Västra Götaland.
La popolazione rilevata nel censimento 2010 era di 1 062 abitanti .